# Coxsackie A virus
Coxsackie A è un virus citolitico del genere Enterovirus, della famiglia dei Picornaviridae.  Ci sono attualmente 23 sierotipi nel sottogruppo A, numerati da A1 ad A22, più A24 (A23 fu riclassificato come Echo 9).
La moderna classificazione ha sparso i vari sierotipi di Coxsackie A in 3 delle 5 specie di Enterovirus:
- degli Enterovirus umani A: Coxsackievirus A2, A3, A5, A7, A8, A10, A12, A14, A16
- degli Enterovirus umani B: Coxsackievirus A9
- degli Enterovirus umani C: Coxsackievirus A1, A11, A13, A15, A17-22, A24
- perdipiù due sono ancora non assegnati: A4, A6

## Storia
I Coxsackievirus (scoperti nel 1948) furono divisi in due gruppi a seconda della malattia che producevano nei topolini neonati. Quelli denominati A causavano paralisi e morte del topo, con una estesa necrosi del muscolo scheletrico.

## Malattie
La più famosa patologia provocata da Coxsackie A è la Malattia mano-piede-bocca (del tutto scollegata dalla Malattia piede-bocca), una comune infezione pediatrica, usualmente collegata al sierotipo A16. In molti casi l'infezione è asintomatica o causa lievi sintomatologie. In altri, produce una breve febbre, 7-10 giorni, e vescicole dolenti nella bocca (una condizione conosciuta come erpangina), su palmo e dita della mano, o sulla pianta del piede. Possono presentarsi vescicole in gola, sulle tonsille o sopra di esse. Anche gli adulti possono presentare tale malattia. Il rash, che può apparire alcuni giorni dopo alta temperatura e mal di gola, può prudere e dolere, specialmente sulle mani e sui piedi.
Il sierotipo A24 porta ad una congiuntivite emorragica acuta. Inoltre, sia i Coxsackie A che B possono provocare erpangina e meningite asettica.